# Побачај и ментално здравље
Побачај и ментално здравље према закључцима медицинских стручних тела су у међузависном однсу, јер побачај представља већи ризик по ментално здравље од нежељене трудноће. Ипак, однос између индукованог побачаја и менталног здравља подручје је политичких контроверзи. Године 2008., Америчко психолошко удружење закључило је након прегледа доступних доказа да индуковани побачај није повећао ризик од проблема с менталним здрављем. У 2011. години британски сарадници Националног центра за ментално здравље закључили су на сличан начин да  први абортус у првом тромесечју не повећава ризик од проблема са менталним здрављем у поређењу са прекидом трудноће.
Године 2018. Националне академије наука, инжењеринга и медицине закључиле су да абортус не доводи до депресије, анксиозности или посттрауматског стресног поремећаја. Краљевски колеџ опстетричара и гинеколога Уједињеног Краљевства такође је резимирао доказе откривши да абортус није повећао ризик од проблема са менталним здрављем у поређењу са женама које су дошле до нежељене трудноће.  Две студије спроведене на данској популацији 2011. и 2012. године анализирале су повезаност између абортуса и психијатријског пријема и није откривено повећање броја пријема након абортуса, док је  једна  од студија  открила повећање психијатријског пријема након првог рођења детета.
Систематски преглед медицинске литературе о абортусу и менталном здрављу из 2008. године открио је да су висококвалитетне студије доследно показале мало или нимало последица побачаја по ментално здравље, док су лошије студије имале већу вероватноћу да пријаве негативне последице.  Међутим, култура је важан фактор који треба узети у обзир при процени последица побачаја.
Упркос тежини научног и медицинског мишљења, неке групе за залагање против побачаја наставиле су да наводе везу између побачаја и проблема менталног здравља. Неке групе против побачаја користиле су израз "синдром након побачаја" који  се односи на негативне психолошке ефекте које се приписују побачају. Међутим, „постабортусни синдром“ медицинска заједница не препознаје као стварни синдром. На то указује и чињенива да постабортусни синдром (ПАС) није укључен у Дијагностички и статистички приручник о менталним поремећајима ДСМ-4-ТР, нити је на ИЦД-10 листи психијатријских стања.
Медицински стручњаци и заговорници побачаја тврдили су да је покушај популаризације идеје о „синдрому након побачаја“ тактика коју заговорници борбе против абортуса користе у политичке сврхе. Нека законодавна тела америчких држава налажу пацијентима да кажу да абортус повећава ризик од депресије и самоубиства, упркос научним доказима који су у супротности са таквим тврдњама.

## Тренутни научни докази
Систематски прегледи научне литературе закључили су да не постоје разлике у дугорочном менталном здрављу жена које добију индуковане абортусе у поређењу са женама у одговарајућим контролним групам или онима које носе непланирану трудноћу до краја. Иако су неке студије показале статистичку корелацију између побачаја и проблема менталног здравља, ове студије су типично методолошки погрешне и не узимају у обзир збуњујуће факторе, или, као и код резултата жена које су имале више побачаја, дају резултате који нису у складу с другим сличним студијама. Висококвалитетне студије доследно нису нашле узрочно последичну везу између абортуса и проблема менталног здравља. Корелације уочене у неким студијама могу се објаснити већ постојећим друштвеним околностима и проблемима емоционалног или менталног здравља.  Разни фактори, као што су емоционална везаност за трудноћу, недостатак подршке и конзервативни погледи на абортус, могу повећати вероватноћу појаве негативних реакција.
Велике медицинске и психијатријске стручне групе доследно су откривале да побачај не узрокује проблеме менталног здравља. Године 2008. Америчко психолошко удружење прегледало је литературу о побачају и менталном здрављу и закључило да ризик од проблема са менталним здрављем након једног побачаја одрасле жене изазваног првим триместром трудноће није већи од нежељене трудноће до термина порођаја. Уочавајући да абортус може и ослободити стрес и "изазвати додатни стрес", они су изричито одбацили идеју да је абортус "инхерентно трауматичан".
Међу женама које ипак имају проблема са менталним здрављем након побачаја, АПА је закључила да су ова питања највероватније повезана са већ постојећим факторима ризика. Будући да ови и други фактори ризика могу такође предиспонирати неке жене на више негативних реакција након рођења, већа је вероватноћа да ће веће стопе менталних обољења уочене код жена са претходном абортусом бити узроковане овим другим факторима него самим абортусом. Панел је констатовао озбиљну недоследност између исхода објављених студија о ефектима вишеструких побачаја. Осим тога, исти фактори који предиспонирају жену на вишеструку нежељену трудноћу могу је такође предиспонирати на тешкоће у менталном здрављу. Стога су одбили донети чврст закључак о студијама које се тичу вишеструких побачаја.
У децембру 2011. Краљевски колеџ психијатара Уједињеног Краљевства извршио је систематски преглед како би разјаснио питање да ли је абортус имао штетне ефекте на ментално здравље жена. Преглед, који је спровео Национални сараднички центар за ментално здравље, а финансирало Министарство здравља Велике Британије, закључио је да, иако нежељена трудноћа може повећати ризик од проблема са менталним здрављем, жене са нежељеном трудноћом имају сличне стопе менталних проблема ако одлуче да носе трудноћу до краја или да абортирају.
Неке жене ипак доживљавају негативне емоције након побачаја, али не по стопама које се разликују од жена које су хтјеле абортус, а нису га имале, или од жена које су имале побачај.  Жене које абортирају могу добити подршку од пружалаца услуга побачаја, или националних позивних центара попут Exhale или  All-Options.

## Послепобачајни синдром
Идеју да абортус има негативне психолошке ефекте увелико су промовисали кризни центри за трудноћу 1970-их, а израз „постабортусни синдром“ нашироко су користили заговорници борбе против абортуса како би широко укључили све негативне емоционалне реакције које се приписују абортусу.
Синдром након побачаја није потврђен као дискретно психијатријско стање и не признају га Америчко психолошко удружење, Америчко психијатријско удружење, Америчко медицинско удружење, Амерички колеџ опстетричара и гинеколога, нити Америчко удружење за јавно здравље.
Институт Гутмахер извештава да је до августа 2018. од 22 америчке државе које укључују информације о могућим психолошким одговорима на абортус, осам држава пријавило негативне емоционалне реакције.
Недавна литература која се бави психолошким утицајима побачаја нагласила је потребу да се пре абортуса проуче жене које имају предиспозицију за ризик по ментално здравље.

## Правна и политичка историја
Према Закону о побачају из 1967. године, абортус у Уједињеном Краљевству не легализује се ако се два лекара сложе да би прекид трудноће био штетан по физичко или ментално здравље жене. Разматрање менталног здравља такође је одиграло улогу у одлуци Врховног суда САД из 1973. године, у једној парници пресудио да владе држава не могу забранити касни прекид трудноће када је „потребно да се очува живот или здравље [жене]“. Ово правило је појашњено судском одлуком из 1973.  године, која прецизира "да се медицинска пресуда може спроводити у светлу свих фактора-физичких, емоционалних, психолошких, породичних и старосне доби жене-релевантних за добробит" пацијента. Према овој одредби, жене у САД могу легално изабрати абортус када скрининг открије абнормалности одрживог фетуса.
Године 1987. амерички председник Роналд Реган упутио је америчког генерала хирурга Ц. Еверета Купа, евангелистичког хришћанина и противника абортуса,да изда извештај о последицама побачаја на здравље. Наводно, идеју о ревизији замислили су као политички гамбит Реганови саветници Динеш Д'Соуза и Гари Бауер, који су веровали да ће такав извештај "подмладити" покрет против абортуса дајући доказе о опасностима од побачаја. Куп је оклевао да прихвати задатак, верујући да се Реган више бринуо о смиривању своје политичке базе него о побољшању здравља жена.
Коначно, Куп је прегледао преко 250 студија које се односе на психолошки утицај абортуса. У јануару 1989. он је у писму Регану написао да „научне студије не дају коначне податке о здравственим ефектима побачаја на жене. Куп је у свом писму признао политички контекст питања, написавши: „У мисли неких од [Реганових саветника], био је унапред закључено да су негативни здравствени ефекти побачаја на жене били толико снажни да би докази натерали преокрет Рое против Вадеа. У каснијем сведочењу пред Сједињеним Државама Конгреса, Куп је изјавио да је квалитет постојећих доказа сувише лош да би се припремио извештај „који би могао да издржи научно и статистичко испитивање“. Кооп је приметио да "... нема сумње у чињеницу да неки људи имају озбиљне психолошке последице након абортуса, али анегдоте не чине добар научни материјал." У свом сведочењу на Конгресу, Кооп је навео да, док психолошки одговори на побачај могу бити „огромни“ у појединачним случајевима, психолошки ризици од побачаја били су „мали из перспективе јавног здравља“.
Након тога, конгресни одбор оптужио је да је Кооп одбио објавити резултате своје рецензије јер није успио пронаћи доказе да је абортус био штетан, те да је Кооп у свом писму Реагану умањио своје налазе тврдећи да су студије неувјерљиве. Конгресмен Тхеодоре С. Веисс (Д-НИ), који је надгледао истрагу, тврдио је да је, када Кооп није нашао доказе да је абортус штетан, "одлучио да не изда извјештај, већ да умјесто тога напише писмо предсједнику које би било довољно нејасно како би се избегло подржавање про-избора става да је абортус сигуран за жене. " 
Касније 1989. године, одговарајући на политичку дебату о овом питању, Америчко психолошко удружење (АПА) предузело је преглед научне литературе. Њихов преглед, објављен у часопису Сциенце, закључује да "тежина доказа научних студија указује на то да легални прекид нежељене трудноће у првом тромесечју не представља психолошки ризик за већину жена". Радна група АПА је такође закључила да су "озбиљне негативне реакције након абортуса ретке и да се најбоље могу разумети у оквиру суочавања са нормалним животним стресом."
1994. године, Комисија за истрагу рада и посљедица Закона о побачају при британском Дому лорда објавила је извјештај (који се обично назива Равлинсон извјештај) у којем је закључено да нема научних доказа да абортус има било какву корист за ментално здравље, али Уместо тога, жене могу бити изложене већем ризику од психијатријске болести него ако се жена роди. Комисија је препоручила да пружаоци побачаја „треба да започну независно и дугорочно праћење клијената за које се сматра да су у највећој опасности од емоционалног стреса“. У саопштењу за јавност, Равлинсонова комисија је навела да је Краљевски колеџ психијатара (РЦП) пружио писмена сведочења у којима се наводи да „нема психијатријских индикација за абортус“, уз напомену да то „поставља озбиљна питања с обзиром да се 91% абортуса изврши на основу менталног здравља мајке.  Као одговор, РЦП је издао саопштење да је резиме њихове писмене изјаве Равлинсонових комисија" нетачан приказ ставова Факултета о абортусу ", додајући да" Постоји нема доказа о повећаном ризику од великог психијатријског поремећаја или дуготрајног психолошког стреса [након абортуса].
Године 2006., Одбор за науку и технологију у Доњем дому Уједињеног Краљевства покренуо је још једно испитивање научног развоја и укључио захтев да РЦП ажурира своју изјаву из 1994. године о абортусу у светлу новијих студија.  У 2008., РЦП је ипак ажурирао своју изјаву о ставу како би препоручио да се жене прегледају на факторе ризика који могу бити повезане са каснијим развојем проблема менталног здравља и треба да се посаветује о могућим ризицима по ментално здравље од побачаја.  Ревидирана изјава о ставу РЦП -а садржала је препоруку за систематски преглед побачаја и менталног здравља са посебним разматрањем "да ли постоје докази за психијатријске индикације за абортус."> На ово измењено мишљење утицало је све више литературе која показује везу између побачаја и проблема са менталним здрављем, укључујући 30-годишњу лонгитудиналну студију о око 500 жена рођених у Крајстчерчу на Новом Зеланду  и истрагу у Цорнваллу о самоубиству познате британске уметнице Емме Бецк у вези са побачајем. Ова препорука је резултовале прегледом из 2011. који је спровео Национални сараднички центар за ментално здравље.